# Эйе, Торил Мари
Торил Мари Эйе (норв. Toril Marie Øie, род. 17 июля 1960, Осло, Норвегия) — норвежский юрист и преподаватель. Главный судья (юстиариус) Верховного суда Норвегии с 2016 года, в прошлом — судья Верховного суда Норвегии (2004—2016). Первая женщина, возглавляющая Верховный суд, в истории страны. Командор со звездой ордена Святого Олафа (2018).

## Биография
Родилась в Осло в 1960 году.
Окончила юридический факультет Университета Осло в 1986 году.
С 1986 по 2004 год работала в департаменте законодательства Министерства юстиции, с 1990 года — юрисконсультом, а с 2000 года — заместителем генерального директора и начальником отдела уголовного права и процесса.
С 1988 по 1990 год работала в окружном суде Стрёммена, заместителем судьи, исполняющим обязанности судьи и исполняющим обязанности главного судьи.
С 1994 по 2002 год была старшим преподавателем института публичного права Университета Осло, читая лекции по уголовному праву, уголовному процессу и гражданскому процессу.
В августе 2004 года назначена королем Норвегии по предложению министра юстиции на пожизненный срок судьёй Верховного суда Норвегии, высшей судебной инстанции Королевства Норвегия, но по достижении 70 лет обязана уйти в отставку. 
В марте 2016 года назначена королем Норвегии на должность главного судьи (юстиариуса), сменила Тора Шея, который занимал должность с 2002 года. Стала 20-м главным судьёй за 200-летнюю историю Верховного суда и первой женщиной на этой должности.
После избрания председателем парламента (стортинга) 15 марта 2018 года Туне Вильхельмсен Трёэн все ведущие позиции в Норвегии заняли женщины, если не считать короля Харальда.
С 2011 по 2015 год была редактором интернет-издания с юридическими комментариями Norsk lovkommentar. Написала два учебника по уголовному праву, является соавтором комментариев к Закону о спорах, соредактором книги к 200-летию Верховного суда и книги в память о бывшем главном судье Верховного суда Торе Шеи, а также написала ряд статей, в основном по уголовному праву и процессу.
9 октября 2018 года Торил Мари Эйе назначена командором со звездой ордена Святого Олафа.